# Luigi Zanoni
Luigi Zanoni (Paese, 30 aprile 1898 – Paese, 20 aprile 1958) è stato un politico italiano.

## Biografia
Agricoltore, dal secondo dopoguerra fino all'improvvisa scomparsa è sindaco della città natale.
Eletto deputato nel 1953, entra a far parte della commissione agricoltura e foreste - alimentazione.